# Фтороводень
Фто́рово́день — неорганічна сполука ряду галогеноводнів складу HF. За звичайних умов є отруйним, безбарвним газом з різким запахом. При кімнатній температурі існує переважно у вигляді димеру (HF)2, нижче від 19,9 °C — безбарвна рухлива рідина. У водному розчині утворює фторидну кислоту (плавикову).
Вперше фтороводень був отриманий у 1856 році французьким хіміком Едмоном Фремі.

## Фізичні властивості
Фтороводень (гідрофторид) являє собою безбарвну, рухливу і легколетючу рідину (ткип +19,5 °С), змішуюється з водою в будь-яких співвідношеннях з утворенням плавикової кислоти. Він має різкий запах, димить на повітрі (внаслідок утворення з парами води дрібних крапельок розчину) і сильно роз'їдає стінки дихальних шляхів.
Критична температура фтороводню дорівнює 187,85 °С, критичний тиск 63,95 атм. Теплота випаровування рідкого HF в точці кипіння становить лише 7,5 кДж/моль. Таке низьке значення (приблизно в 6 разів менше, ніж у води при 20 °С) обумовлено тим, що саме по собі випаровування мало змінює характер асоціації фтороводню (на відміну від води). Подібно до густини (0,958 г/см³), діелектрична проникність рідкого фтороводню (83,6 при 0 °С) дуже близька до відповідного значення для води.

## Отримання
Практично увесь фтороводень, що синтезують у промислових масштабах, отримують при взаємодії флюориту і сульфатної кислоти:
{\displaystyle \mathrm {CaF_{2}+H_{2}SO_{4}\longrightarrow 2HF\uparrow +CaSO_{4}} }
Як заміну флюориту використовують флуорапатит CaF2·3Ca3(PO4)2. Незважаючи на те, що в апатиті вміст фториду кальцію коливається в межах лише 3–4 %, його використання є доцільним завдяки наявності значно більших природних покладів.
Процес проводять у сталевих печах при 100–300 °С. Концентрація сульфатної кислоти має знаходитися у проміжку 98–99 %. При нижчих значеннях посилюються корозійні процеси у реакторі, тоді як при більших значеннях відбувається утворення фторсульфонової кислоти. Вхідний флюорит подрібнюють до розміру часток 150 мкм; вміст у ньому фториду кальцію не повинен бути меншим за 97 %; як домішки у ньому допускаються:
- SiO2 (до 1 %);
- сульфіди (до 0,05 %);
- CaCO3 (до 1 %);
- Al2O3, Fe2O3 (до 1,5 %);
- вода (до 0,1 %).

Наявні домішки також беруть участь у взаємодії:
{\displaystyle \mathrm {SiO_{2}+4HF\longrightarrow SiF_{4}\uparrow +2H_{2}O} }
{\displaystyle \mathrm {CaCO_{3}+H_{S}O_{4}\longrightarrow CaSO_{4}\downarrow +H_{2}O+CO_{2}\uparrow } }
{\displaystyle \mathrm {Al_{2}O_{3}+3H_{2}SO_{4}\longrightarrow Al_{2}(SO_{4})_{3}+3H_{2}O} }
{\displaystyle \mathrm {Fe_{2}O_{3}+3H_{2}SO_{4}\longrightarrow Fe_{2}(SO_{4})_{3}+3H_{2}O} }
{\displaystyle \mathrm {MeS+H_{2}SO_{4}\longrightarrow MeSO_{4}+H_{2}S\uparrow } }
Якщо стінки реактору виготовляється зі сталі, сульфатна кислота також взаємодіє із залізом у їхньому складі:
{\displaystyle \mathrm {Fe+2H_{2}SO_{4}\longrightarrow FeSO_{4}+SO_{2}\uparrow +2H_{2}O} }
В результаті синтезу утворюються дві фази: газуватий фтороводень із супутніми домішковими газами (фторид кремнію, сірководень, вуглекислий газ тощо) та твердий осад, що складається з сульфату кальцію та, головним чином, сульфатів заліза й алюмінію.
Частини установки, що слугують для поглинання фтороводню, робляться з свинцю.
При використанні як сировини фтороапатиту, в розчинах у значній кількості утворюється гексафторосилікатна кислота H2[SiF6]. Її переробка з отриманням фтороводню проводиться гідролізом SiF4 або лужним способом:
- виділена з реакційної системи кислота піддається нагріванню та розкладається на фториди із наступним гідролізом:

{\displaystyle \mathrm {H_{2}[SiF_{6}]{\xrightarrow {600^{o}C}}\ 2HF+SiF_{4}} }
{\displaystyle \mathrm {SiH_{4}+2H_{2}O{\xrightarrow {600^{o}C}}\ 4HF+SiO_{2}} }
- виділену кислоту обробляють водним розчином аміаку та нагрівають із сульфатною кислотою:

{\displaystyle \mathrm {H_{2}[SiF_{6}]+6NH_{3}+(n+2)H_{2}O\longrightarrow 6NH_{4}F+SiO_{2}\cdot nH_{2}O} }
Після концентрування фториду амонію, він частково розкладається на гідрофторид NH4HF2. З утворених продуктів отримують фтороводень дією на них кислот (сульфатної або хлоридної):
{\displaystyle \mathrm {2NH_{4}F+H_{2}SO_{4}{\xrightarrow {180^{o}C}}\ 2HF+(NH_{4})_{2}SO_{4}} }
{\displaystyle \mathrm {NH_{4}HF_{2}+H_{2}SO_{4}{\xrightarrow {180^{o}C}}\ 4HF+(NH_{4})_{2}SO_{4}} }
Також фтороводень може бути отриманий при безпосередній взаємодії простих речовин за помірної температури:
{\displaystyle \mathrm {H_{2}+F_{2}\longrightarrow 2HF} }
Фтор з вибухом взаємодіє з воднем навіть при низьких температурах і (на відміну від хлору) в темряві з утворенням фтороводню.

## Хімічні властивості
Фторид водню є надзвичайно стійкою молекулою, він розпадається лише при нагріванні до 3500 °C
{\displaystyle \mathrm {HF{\xrightarrow {3500^{o}C}}H^{0}+F^{0}} }
Фтороводень необмежено розчиняється у воді, при цьому відбувається іонізація молекул HF:
{\displaystyle \mathrm {HF+H_{2}O\leftrightarrows OH^{+}+HF_{2}^{-}} }
{\displaystyle \mathrm {HF+F^{-}\leftrightarrows HF_{2}^{-}} }
Рідкий HF — сильний іонізуючий розчинник. Молекула схильна до утворення водневих зв'язків, тому при взаємодії з кислотами фтороводень утворює гідрофторид-аніон HF2-, а в рідкому стані може зазнавати автопротолізу:
{\displaystyle \mathrm {3HF_{liq.}\leftrightarrows [H_{2}F^{+}][HF_{2}^{-}]} }
{\displaystyle \mathrm {2HF_{liq.}+HNO_{3}\longrightarrow H_{2}NO_{3}^{+}+HF_{2}^{-}} }
{\displaystyle \mathrm {2HF_{liq.}+2HCl\longrightarrow H_{2}Cl^{+}+HF_{2}^{-}} }
Хімічні властивості HF залежать від присутності води. Сухий фтороводень не діє на більшість металів і не реагує з оксидами металів. Проте якщо реакція почнеться, то далі вона деякий час йде з автокаталізом, тому що в результаті взаємодії кількість води збільшується:
{\displaystyle \mathrm {MeO+2HF\longrightarrow MeF_{2}+H_{2}O} }
Із тріоксидом сірки фтороводень утворює фторосульфонову кислоту:
{\displaystyle \mathrm {HF+SO_{3}\longrightarrow HSO_{3}F} }
Абсолютно безводний або близький до цього стану фтороводень майже миттєво обвуглює фільтрувальний папір. За цією ознакою іноді контролюють ступінь його зневоднювання. Більш точно такий контроль здійснюється визначенням електропровідності: у безводного HF вона мізерно мала, але навіть сліди води (як і багатьох інших домішок) різко її підвищують. Багато неорганічних сполук добре розчинні у рідкому HF, причому розчини є, як правило, провідниками електричного струму.
Амфотерними сполуками в середовищі рідкого фтороводню є, наприклад, фториди алюмінію та хрому(III):
{\displaystyle \mathrm {3NaF+2AlF_{3}\longrightarrow 3Na^{+}+AlF_{6}^{-}} }
({\displaystyle \mathrm {AlF_{3}} } — як кислота)
{\displaystyle \mathrm {AlF_{3}+3BF_{3}\longrightarrow Al^{+}+3BF_{4}^{-}} }
(AlF3 — як основа)

## Токсичність
Фтороводень надзвичайно отруйний. Він має різкий запах, димить на повітрі (внаслідок утворення з парами води дрібних крапельок розчину) і сильно роз'їдає стінки дихальних шляхів. Спричинена дихальна недостатність варіюється від звичайного подразнення до значного набряку легенів.
Присутність фтороводню у повітрі відчувається при його концентрації від 0,03–0,11 мг/м³, залежно від індивідуального сприйняття. Граничні допустимі значення концентрацій HF для дії протягом 8 годин варіюються від 0,5 до 2,5 мг/м³. Повітря, що містить 50 мг/м³ фтороводню є небезпечним.

## Застосування
Застосовують для отримання кріоліту, фторопохідних урану, фреонів, фторорганічних сполук, матового травлення силікатного скла (плавиковую кислоту — для прозорого травлення).
Незвичайна розчинність біологічних молекул в рідкому фтороводні без розкладання (наприклад, білків) використовується в біохімії. Додавання в рідкий фтороводень акцепторів фтору дозволяє створювати надкислі середовища.

## Цікаві факти
Відомий письменник-фантаст Іван Єфремов написав повість «Серце змії», в якій описав гіпотетичне життя, що утворилася на планеті, де основну роль у природі відіграє не кисень, а фтор, а замість води поверхня планети вкрита океанами фтороводню. На цю думку письменника навела глибока аналогія між властивостями води і фтороводню.
Фтороводень реагує зі склом, тому він зберігається в пластмасових ємностях. У деяких випадках вдаються до покриття скла парафіном, для захисту його від фтороводню.